# Steve Fraser
Steve Fraser (Míchigan, Estados Unidos, 23 de marzo de 1958) es un deportista estadounidense retirado especialista en lucha grecorromana donde llegó a ser campeón olímpico en Los Ángeles 1984.

## Carrera deportiva
En los Juegos Olímpicos de 1984 celebrados en Los Ángeles ganó la medalla de oro en lucha grecorromana de pesos de hasta 90 kg, por delante del luchador rumano Ilie Matei (plata) y del sueco Frank Andersson (bronce).